# Сайдинг
Сайдингът (от английски: siding) е облицовка за външни стени на сгради, изпълнявана чрез монтаж на предварително подготвени елементи.
Сайдингът, първоначално от промишлено произведени дървени дъски, започва да се използва масово през XIX век в Северна Америка, където скоро се превръща в най-масовата обшивка в жилищното строителство. От средата на XX век дървените дъски все по-често се заменят с елементи от екструдирана пластмаса, обикновено поливинилхлорид. Използва се и сайдинг от други материали – стомана с полимерни покрития или други метали, композитни материали като битумни шиндли или фиброцимент и други.